# SPUR
SPUR, auch S. P. U. R., war eine avantgardistische Gruppe bildender Künstler, die 1957 in München gegründet wurde und bis 1965 bestand. Sie leistete einen wichtigen künstlerischen und mit ihrem Manifest auch theoretischen Beitrag zur deutschen Avantgarde nach 1945. Ihr gelang zeitweise der Anschluss an die europäische situationistische Internationale.

## Geschichte
Die SPUR-Künstler lernten sich an der Akademie der Bildenden Künste in München kennen. 1957 formierten sie sich zur Gruppe, die bis 1965 bestand. Mitglieder der Gruppe SPUR waren zusammen mit der Gruppe CoBrA, Vertretern der Gruppe um Guy Debord und anderen Künstlern, Literaten und Theoretikern die Situationistische Internationale. Die Künstler beschäftigten sich sowohl mit Malerei als auch mit gesellschaftspolitischen Fragen, was für sie kein Widerspruch, sondern programmatischer Bestandteil war.
Die Gruppe gab 1960 und 1961 sieben Hefte unter dem Namen SPUR heraus. Das berühmteste Heft mit einer Auflage von 1500 Stück und zahlreichen Abbildungen ist die Nummer 6, Spur im Exil, das einzige farbig gedruckte Heft.
Am Ende der dritten Konferenz der Situationistischen Internationalen verteilte die Gruppe am 21. April 1959 in München ihr Manifest, das Flugblatt Ein kultureller Putsch während Ihr schlaft!. Unterzeichner waren Heimrad Prem, HP Zimmer, Helmut Sturm, Gretel Stadler, Lothar Fischer, Asger Jorn, Dieter Rempt, Erwin Eisch und G. Britt. In dem Flugblatt setzt sich die Gruppe mit markigen Worten vom Kunstbetrieb ab und fordert: „Wer Kultur schaffen will, muß Kultur zerstören.“. Die Künstler sprechen der Kunst jeden Bezug zur Wahrheit ab und nennen die abstrakte Malerei einen „hundertfach abgelutschte[n] Kaugummi“. Sie fordern „den Kitsch, den Dreck, den Urschlamm, die Wüste“, „den Irrtum, einen ehrlichen Nihilismus“ und prophezeien die Malerei der Zukunft als „polydimensional“. Als jeweils „dritte Welle“ setzten sie sich in die Tradition des Tachismus, des Dada, des Futurismus und des Surrealismus. Das Manifest schließt mit beschwörungsartigen Formeln: „WIR SIND DIE DRITTE WELLE. Wir sind ein Meer von Wellen (SITUATIONISMUS). WIR SIND DIE MALER DER ZUKUNFT!“
Gegen die Gruppe fand u. a. einer der spektakulärsten Gotteslästerungsprozesse der BRD statt. Heimrad Prem, Helmut Sturm, HP Zimmer und Dieter Kunzelmann wurden in der ersten Instanz wegen Verbreitung unzüchtiger Schriften zu Haftstrafen von fünf Monaten bzw. fünf Monaten und zwei Wochen verurteilt, die aber in zweiter Instanz zur Bewährung ausgesetzt wurden. Eine Verfassungsbeschwerde vor dem Bundesverfassungsgericht wurde allerdings 1975 endgültig abgelehnt.
1965 schlossen sich die Mitglieder von SPUR mit den Kollegen der seit 1959 bestehenden Gruppe WIR zusammen und arbeiteten seitdem unter dem Namen Geflecht.

## Mitglieder
Zur Gruppe SPUR gehörten folgende Künstler:
- Erwin Eisch (1927–2022), Gründungsmitglied
- Lothar Fischer (1933–2004)
- Heimrad Prem (1934–1978)
- HP Zimmer (1936–1992)
- Helmut Sturm (1932–2008)

Gegen 1960 stieß Dieter Kunzelmann (1939–2018) zu der Gruppe und wurde ihr Theoretiker und Mitherausgeber der Zeitschrift SPUR. Er war hier Autor mehrerer Artikel und Verfasser und Unterzeichnender diverser Flugblätter und Manifeste, wie z. B. des Januar-Manifests. Er verließ die Gruppe aber schon 1962 wieder, als er nach Berlin ging.
Die Malerei der Gruppe ist geprägt vom Abstrakten Expressionismus, dem Tachismus und der Richtung Informel sowie von den Theorien der Situationisten um Asger Jorn und Guy-Ernest Debord. Die Münchener Gruppe galt als offizielle deutsche Sektion der Situationistischen Internationale, bis zu ihrem Ausschluss am 10. Januar 1962.

## Sammlungen

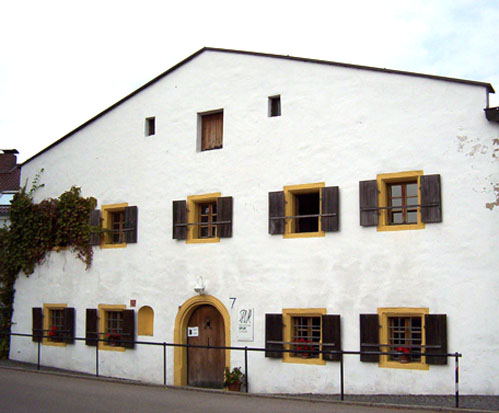
Museum SPUR in Cham

Das Museum SPUR in Cham will Wirken und Arbeiten der Gruppe sowie ihren regionalen Bezug zur Oberpfalz (ein Teil der SPUR-Künstler stammt aus dieser Region) und zu Cham dokumentieren. Eine weitere umfangreiche Spezialsammlung mit etwa 30 Werken der Peter-und-Gudrun-Selinka-Stiftung wird in wechselnden Ausstellungen im Kunstmuseum Ravensburg ausgestellt. Das Museum Lothar Fischer in Neumarkt in der Oberpfalz befasst sich in wechselnden Ausstellungen ebenfalls mit Arbeiten der Gruppe.

## Ausstellungen
- 1960/61 im Kunstpavillon München[5]
- 1979/80: Dezember 1979 bis 31. Januar 1980: Gruppe SPUR, Städtische Galerie im Lenbachhaus und Kunstbau, München[6]
- 13. Juli bis 22. Oktober 2006 im Museum Villa Stuck[7]
- 27. September bis 10. Dezember 2018: „The Most Dangerous Game“, Ausstellung über die Situationistische Internationale im Haus der Kulturen der Welt, Berlin mit Werken der Gruppe SPUR.